# 科馬里夫卡 (伊久姆區)
49°17′4″N 37°28′34″E / 49.28444°N 37.47611°E
科馬里夫卡（烏克蘭語：Комарівка）是位於烏克蘭東部的村莊，由哈爾科夫州伊久姆區的奧斯基爾市鎮負責管轄。該村始建於1706年，面積1.29平方公里，海拔高度108米，2001年人口512，人口密度每平方公里397.8人。